# Visualisation d'information
 (avril 2023).
Si vous disposez d'ouvrages ou d'articles de référence ou si vous connaissez des sites web de qualité traitant du thème abordé ici, merci de compléter l'article en donnant les références utiles à sa vérifiabilité et en les liant à la section « Notes et références ».

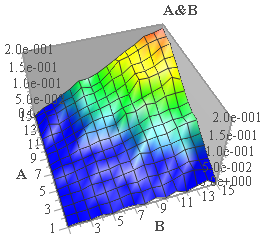
Les « fausses couleurs » et vues 3D (plus ou moins exacerbées) permettent de mieux visualiser certaines informations.

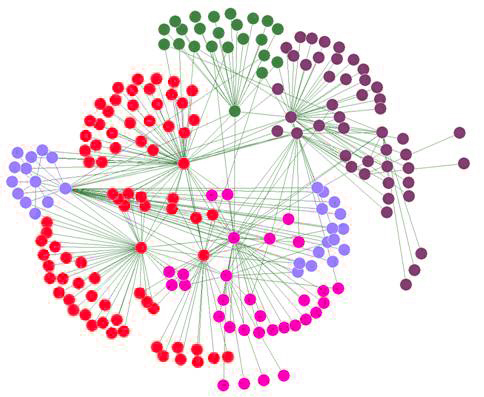
Visualisation d'un réseau social.

La visualisation d'information est un domaine informatique pluri-disciplinaire dont l'objet d'étude est la représentation visuelle de données, principalement abstraites, sur une interface graphique. Le type de données peut être un réseau social, les fichiers d'un ordinateur, le texte de livres ou un réseau d'ordinateur tel qu'internet. Les représentations visuelles sont par exemple des dendrogrammes, le dessin de graphes, des heatmap, les treemap, nuages de mots, entre autres.
Le domaine a émergé de plusieurs champs disciplinaires aussi bien en informatique comme l'interaction homme-machine, l'informatique graphique, la visualisation scientifique, les systèmes d'information géographique mais aussi d'autres domaines tels que le design visuel et la psychologie.